# Sušice (Dubá)
Sušice (německy Oschitz) je malá vesnice a část města Dubá v okrese Česká Lípa. Nachází se asi sedm kilometrů severozápadně od Dubé. Sušice leží v katastrálním území Dřevčice o výměře 9,21 km².

## Historie
První písemná zmínka o vesnici pochází z roku 1454.

## Obyvatelstvo
Při sčítání lidu v roce 1921 ve vsi žilo 47 obyvatel (z toho devatenáct mužů) německé národnosti a římskokatolického vyznání. Podle sčítání lidu z roku 1930 měla vesnice 44 obyvatel s nezměněnou národnostní a náboženskou strukturou.